# Вуалькен, Сюзанна
Сюзанна Вуалькен (фр. Suzanne Voilquin, урожденная Монье (Monnier), 1801, Париж — 1876 или 1877, Сен-Манде, Франция) — французская журналистка, деятель феминизма, мемуаристка.

## Биография
Родилась в семье шляпника, получила католическое воспитание, работала вышивальщицей. В 1825 году вышла замуж за рабочего Эжена Вуалькена. Детей у них не было.
В 1830 году сестра Сюзанны вышла замуж за типографского служащего Маллара, посещавшего собрания сенсимонистов. Благодаря ей Сюзанна также присоединилась к движению сенсимонистов, лидером которых был Бартелеми Проспер Анфантен. В 1832 году Анфантен своей «властью» «развёл» Сюзанну с её мужем (официального развода во Франции тогда не было), и Эжен, связав свою жизнь с другой женщиной, тоже сенсимонисткой, отправился в США.
В 1832 году Антфантен и двое его сподвижников «за оскорбление общественной нравственности» были приговорены к году тюрьмы каждый. После этого Сюзанна опубликовала в основанном в том же году 22-летней модисткой Жанной-Дезире Вере и 20-летней белошвейкой Мари-Рейн Гиндорф сенсимонистской женской газете La Femme Libre («Свободная женщина») статью «Мирный крестовый поход», в которой осудила мужчин — «владельцев женщин», клевещущих на сенсимонистскую «религию», и призвала женщин к борьбе за равноправие с мужчинами. Вскоре она заняла лидирующую роль в этом издании и переименовала его в La Tribune des femmes.
В 1833 году покончила с собой вместе со своим любовником 33-летняя Клер Демар, оставив манифест «Мой закон будущего», где, в частности, говорилось: «Довольно материнства! Долой закон крови. Моя позиция: конец материнству. Как только женщина будет <…> освобождена от мужчин, платящих цену за ее тело <…>, она будет обязана существованием <…> исключительно своему собственному труду. Для этого она должна посвятить себя какому-либо занятию и выполнять какую-нибудь функцию». Сюзанна Вуалькен опубликовала этот манифест в своей газете, что вызвало бурю общественного негодования. Газета была закрыта, а Сюзанна в апреле 1834 года отправилась в Египет, куда ещё ранее прибыл освобождённый из тюрьмы Антфантен, чтобы основать там колонию, в которой можно будет воплотить в жизнь его идеи о «новой семье» и «морали будущего».
В Египте Сюзанна помогала врачу-сенсимонисту Шарлю Дюссапу ухаживать за больными и осваивала основы акушерства. В Египте в это время была эпидемия чумы, и все в доме Дюссапа, включая Сюзанну, также заболели чумой. Сюзанна выжила, а Шарль Дюссап и его дочь, подруга Сюзанны, умерли. Оставшейся без средств к существованию Сюзанне с большим трудом удалось устроиться работать медсестрой в госпиталь.
В 1836 году вслед за другими сенсимонистами, решившими вернуться во Францию, на родину отправилась и Сюзанна. В Париже она окончила акушерские курсы, некоторое время работала там акушеркой, а в 1838 году, привлечённая слухами о высоких заработках акушерок в Санкт-Петербурге, отправилась туда. В Петербурге к её услугам как акушерки прибегали многие знатные дамы, благодаря чему она общалась иногда даже с членами императорской семьи. Она хорошо зарабатывала, но в 1846 году переболела тифом и была вынуждена вернуться во Францию из-за резко ухудшившегося здоровья.
В 1848 году она отправилась из Франции в США, в Луизиану, в 1859 году вернулась на год во Францию, потом опять отправилась в США, а в 1864 году окончательно вернулась на родину, где в 1866 году опубликовала свои воспоминания о жизни в Египте. Она также написала воспоминания и о жизни в России. Сюзанна провела конец своей жизни в доме призрения, живя на пенсию, которую ей выделил Анфантен.